# 卡普丘克湖
69°30′36″N 90°53′46″E / 69.51°N 90.896°E
卡普丘克湖（俄语：Капчук），是俄羅斯的湖泊，位於該國中部，由克拉斯諾亞爾斯克邊疆區負責管轄，長12公里、寬2.5公里，面積21.2平方公里，海拔高度50.2米，集水區面積386平方公里。